# Sjeverni Šajeni
Sjeverni Šajeni (Northern Cheyennes; Notameohmésêhese).- Grana Cheyenne Indijanaca, danas oko 6,700 naseljenih na rezervatu Tongue River ili Northern Cheyenne u Montani. 
Sjeverni Šajeni nastali su raspadom plemena Cheyenne 1832. kada se poveća skupina (Južni Šajeni) odvojila od matice i nastanila na Arkansasu. Sjeverni Šajeni ostali su lutati oko North Platte i Yellowstone. Separacija je postala permanentnom 1851. ugovorom u Fort Laramieu. Otada dva Cheyenne plemena postaju poznata kao Northern (O'mǐ'sǐs eaters), prema najbrojnijoj bandi među njima i Southern Cheyennes (Sówoníă). Sjeverni Šajeni priključili su se 1876. bici Bika koji sjedi i učestvovali u masakru nad Custerovom vojskom. Za Sjeverne Šajene, godinu danas nakon smrti Dull Knifea, utemeljen je 1884. rezervat na Tongue Riveru, zvan Northern Cheyenne ili Tongue River. Središte plemena (plemenski uredi) nalaze se u gradiću Lame Deer. Rezervat je podijeljen na distrikte Ashland, Birney, Busby, Muddy, i Lame Deer, i iz svakog distrikta biraju se članovi plemenskog vijeća kojih je danas 19. 
Pleme danas živi od uzgoja stoke, farmerskih poslova i sitnog lokalnog biznisa (trgovine, pumpne stanice, etc.). Na rezervatu se nalaze Bureau of Indian Affairs (Ured za Indijanske poslove) i Indian Health Service (Indijanska zdravstvena stanica). Od obrazovnih ustanova na rezervatu im se nalaze St. Labre Indian High School (kojega pohađa indijanska djeca iz plemena Northern Cheyenne i Crow), i 3 osnovne škole i srednja škola u Colstripu (St. Labre Indian School). U St. Labre Indian School u Ashlandu, utemeljena 1884., danas se nalazi muzej i galerija gdje se posjetitelji mogu upoznati s prerijskim životom Šajena. 

## Vanjske poveznice
- Northern Cheyenne Tribe Community Environmental Profile